# Amfibrah
Amfibrahul (din latină amphibrachus) este un picior metric trisilabic, cu silaba accentuată în mijloc. 
Eugeniu Speranția atrăgea atenția asupra faptului că «greșelile de accent pot aduce o serioasă dezorientare în privința ritmului unei întregi poezii», ca în fabula Boul și vițelu de Grigore Alexandrescu; "din cauza accentuării cu totul neregulate, ritmul poate să apară fie ca trohaic
- Un bou ca toți bo-ii // pu-țin la sim-ți-re
- —  v  —   v — v //  — v —  v — v

fie ca amfibrahic:
- v  —  v   v — v //  v — v  v — v» [2].